# 호접장
호접장은 인쇄 또는 필사한 낱장을 본문이 마주 보도록 가운데를 접어 판심 부분의 뒷면에 풀을 발라 하나의 표지를 반으로 꺾어 접은 안쪽에 붙여 만든 장정형식을 말한다.
본래 호접장은 절첩장 형식의 단점인 접힌 부분의 결락을 방지하기 위해서 고안된 형식이다. 호접장본은 낱장을 반으로 접어 판심의 뒤쪽에 풀을 칠하여 표지에 붙이게 되므로, 책장을 펼쳤을 때 필사 또는 인쇄면의 모양이 마치 나비 같다고 하여 붙여진 이름이다. 이러한 도서형태는 중국 오대 말부터 북송 초기에 보급되기 시작하였으며, 우리나라에서는 경주 기림사에서 발견된 고려본 능엄경이 가장 오래된 것이다.